# Молдовський металургійний завод
47°47′04.8″ пн. ш. 29°01′30.6″ сх. д. / 47.784667° пн. ш. 29.025167° сх. д.
Молдовський металургійний завод, також Молдавський металургійний завод — металургійний завод з неповним металургійним циклом у Молдові, у місті Рибниця, яке розташоване на лівому березі річки Дністер і перебуває під контролем так званої Придністровської республіки. Введений в дію 1985 року. Переробляє брухт, випускає металопрокат.

## Історія
Будівництво заводу було розпочате у серпні 1981 року. Першу сталь на заводі було отримано у жовтні 1984 року, в експлуатацію завод було передано на початку 1985 року. Проектна потужність підприємства — 684 тис. т сталі і 500 тис. т прокату на рік. Будівництво провадив Мінбуд СРСР. Молдовський металургійний завод був одним з 3 металургійних заводів, побудованих у середині 1980-х років у СРСР протягом 11 п'ятирічки, окрім нього тоді були побудовані Білоруський металургійний завод і металургійний завод у Комсомольську-на-Амурі.
1998 року перетворений на закрите акціонерне товариство.
|        | 2000  | 2001  | 2002  | 2003  | 2004   | 2005   | 2006  | 2007  | 2008  | 2009  | 2010  | 2011  | 2012  | 2013  | 2014  | 2015  | 2016  |
| ------ | ----- | ----- | ----- | ----- | ------ | ------ | ----- | ----- | ----- | ----- | ----- | ----- | ----- | ----- | ----- | ----- | ----- |
| Сталь  | 908,1 | 966,9 | 513,5 | 886,0 | 1012,6 | 1048,3 | 677,3 | 965,2 | 885,0 | 426,0 | 241,5 | 320,6 | 316,7 | 190,1 | 344,6 | 430,0 | 127,5 |
| Прокат | 635,0 | 790,4 | 381,0 | 695,4 | 789,3  | 889,3  | 639,0 | 883,5 | 816,6 | 440,9 | 231,4 | 306,5 | 356,8 | 184,7 | 391,2 | 324,0 | 210,8 |

Належав російському мільярдеру, власнику російської компанії «Металоінвест» Алішеру Усманову, який 2015 року через збитки, викликані підйомом цін на природний газ, повернув завод «уряду» Придністровської республіки.

## Сучасний стан
Завод має 120-тонну електродугову сталеплавильну піч, ківш-піч, вакууматор сталі, шостиструміневу машину безперервного розливання сталі, дрібносортний прокатний стан. Підприємство випускає безперервновиливану заготівку поперечним перетином 125×125 мм, арматуру, круглий прокат, катанку, фасонний прокат — кутник, швелер.